# Sylescaptia ambarawae
Sylescaptia ambarawae là một loài bướm đêm thuộc phân họ Arctiinae, họ Erebidae.